# Associazione Sportiva Mastini Varese Hockey 1999-2000
Questa pagina raccoglie i dati riguardanti l'Associazione Sportiva Mastini Varese Hockey nelle competizioni ufficiali della stagione 1999/00.

## Dirigenza
- Presidente: Massimiliano Colombo

## Consiglieri

### Area tecnica prima squadra
- Allenatore: Igor Kosovic

## Piazzamenti nelle varie competizioni
- Serie A: 13°

## La rosa

### Goaltenders
- Gianluca Testa
- 32  Mark Demetz

### Defensemen
- Marco Rizzo
- Nicola Facchin
- Andrea Marchiorato
- Riccardo Croci
- Giuseppe Corradini
- Luca Galeone
- Carlo Cappelletti

### Forwards
- Andrea Mosele
- Alex Silva
- Salvatore Sorrenti
- Alessandro Galli
- Marco Tellarini
- Alex Ghedina
- Sabino Sansonna
- Derek Toletti
- Ferdinando Coppa
- Cristiano Di Vincenzo
- Tommaso Terrugia
- Paolo Trevisson

### Coach
- Igor Kosovic